# Gymnomitrion noguchianum
Gymnomitrion noguchianum là một loài Rêu trong họ Gymnomitriaceae. Loài này được S. Hatt. mô tả khoa học đầu tiên năm 1952.